# Barnett (Misuri)
Barnett es una ciudad ubicada en el condado de Morgan en el estado estadounidense de Misuri. En el Censo de 2010 tenía una población de 203 habitantes y una densidad poblacional de 287,1 personas por km².

## Geografía
Barnett se encuentra ubicada en las coordenadas 38°22′39″N 92°40′29″O / 38.37750, -92.67472. Según la Oficina del Censo de los Estados Unidos, Barnett tiene una superficie total de 0.71 km², de la cual 0.71 km² corresponden a tierra firme y (0%) 0 km² es agua.

## Demografía
Según el censo de 2010, había 203 personas residiendo en Barnett. La densidad de población era de 287,1 hab./km². De los 203 habitantes, Barnett estaba compuesto por el 93.6% blancos, el 0% eran afroamericanos, el 3.45% eran amerindios, el 0.49% eran asiáticos, el 0% eran isleños del Pacífico, el 0% eran de otras razas y el 2.46% pertenecían a dos o más razas. Del total de la población el 3.45% eran hispanos o latinos de cualquier raza.